# Maarbalit
Maarbalit (tiếng Ả Rập: معربليت) là một ngôi làng Syria nằm ở Ariha Nahiyah ở huyện Ariha, Idlib. Theo Cục Thống kê Trung ương Syria (CBS), Maarbalit có dân số 2178 trong cuộc điều tra dân số năm 2004.